# Astavakra sexmucronata
Genre
Espèce
Synonymes
- Uloborus sexmucronatus Simon, 1893

Astavakra sexmucronata, unique représentant du genre Astavakra, est une espèce d'araignées aranéomorphes de la famille des Uloboridae.

## Distribution
Cette espèce est endémique des Philippines.

## Description
La femelle holotype mesure 3,5 mm.

## Publications originales
- Simon, 1893 : Arachnides. Voyage de M. E. Simon aux îles Philippines (mars et avril 1890). 6e Mémoire. Annales de la Société Entomologique de France, vol. 62, p. 65-80 (texte intégral).
- Lehtinen, 1967 : Classification of the cribellate spiders and some allied families, with notes on the evolution of the suborder Araneomorpha. Annales Zoologici Fennici, vol. 4, p. 199-468.